# Giarre (Einheit)
Giarre, Jara oder Krug, war ein Volumenmaß mit der Unterscheidung in Wein- und Ölmaß auf den Ionischen Inseln und der Insel Sardinien.

## Zante (Zakynthos)
- Weinmaß  1 Giarre = 22,24 Liter
- Weinmaß  1 Barile = 3 Giarri = 120 Quartucci = 66,714 Liter
- Ölmaß  1 Barile = 3 Giarri = 138 Quartucci = 66,714 Liter

## PaxosundKorfu
- Weinmaß 1 Giarre = 17,034 Liter
- Weinmaß 1 Barile = 4 Giarri = 128 Quartucci = 3434,8 Pariser Kubikzoll = 68,134 Liter
- Ölmaß 1 Giarre = 17,034 Liter
- Ölmaß 1 Barile = 4 Giarri = 24 Miltri = 96 Quartucci = 3434,8 Pariser Kubikzoll = 68,134 Liter

## Sardinien mit HauptstadtCagliari
- Ölmaß 1 Giarre = 16,795 Liter
- Ölmaß 1 Barile = 2 Giarri = 8 Quartane = 96 Quartucci = 192 Mesure = 1694 Pariser Kubikzoll = 33,59 Liter[2]